# 大久保山古墳群
座標: 北緯36度13分00.9秒 東経139度10分55.9秒 / 北緯36.216917度 東経139.182194度
大久保山古墳群（おおくぼやまこふんぐん）は、埼玉県本庄市にある古墳群。「浅見山古墳群」とも呼ばれている。1976年（昭和51年）10月1日に埼玉県選定重要遺跡に選定されている。

## 概要
大久保山（浅見山）丘陵の支丘のうち、大久保山支丘の東端近くに所在する。古墳時代前期（4世紀）の前山1号墳から終末期（7世紀）の東谷古墳にいたるまで古墳時代を通じて有力者層の墳墓が造営されている。墳丘は現在でも良好な状態で保存されており、学術的にも貴重であることから、埼玉県選定重要遺跡に選定された。

## 主な古墳

### 前山1号墳
以前は円墳と考えられていたが、2004年（平成16年）～2006年（平成18年）に本庄市教育委員会が行った調査により前方後円墳であることが確認された。全長70メートル以上、後円部径48メートル、高さ7メートル。墳丘には葺石が施され、後円部と前方部の一部には周溝が存在する。周溝から出土した土師器より4世紀後半の築造と推定されている。古墳時代前期の前方後円墳としては県内最大規模であることから、本庄地域のみならず周辺地域にも影響を及ぼした権力者の墓であるとみられている。

### 東谷古墳
直径約27メートル、高さ約3メートルの円墳で、墳丘上にはかつて琴平社が祀られていた。主体部は角閃石安山岩を積み上げた胴張のある横穴式石室で、現在側壁・奥壁と天井の一部が残っている。この石室は1896年（明治29年）9月に、琴平社の氏子らによって発掘され、鉄製大刀1、鍔1、金環2、水晶製切子玉1、管玉1、土師器片9、須恵器片3、人骨片1が出土した。発掘の様子は本庄警察署へ提出された「埋蔵物品及石室実況御届」によって知ることができる。石室構造の特徴や埴輪をもたないと考えられることから、7世紀代の築造と推定されている。